# Merafong City
Merafong City (officieel Merafong City Local Municipality; Afrikaans: Merafong City Plaaslike Munisipaliteit) is een gemeente in de Zuid-Afrikaanse provincie Gauteng  en telt bijna 200.000 inwoners.

## Hoofdplaatsen
Het nationaal instituut voor de statistiek, Stats SA, deelt sinds de census 2011 deze gemeente in in 26 zogenaamde hoofdplaatsen (main place):
Carletonville • Deelkraal Gold Mine • Doornfontein • East Driefontein • East Village • Elandsfontein • Elandsrand • Elandsridge • Fochville • Goudvlakte West • Green Park • Khutsong • Kokosi • Leeuport • Letsatsing • Merafong City NU • Oberholzer • Phomolong • Southdene • The Hill • The Village • Wedela • Welverdiend • West Village • West-Driefontein • Western Deep Levels Mine.